# 金頂
金頂（きんちょう）は、中華人民共和国四川省楽山市峨眉山市峨眉山にある仏教寺院。またの名は華蔵寺という。

## 歴史
金頂は、後漢の創建で、当時は普光殿と称した。
唐のとき、「光相寺」と改称。

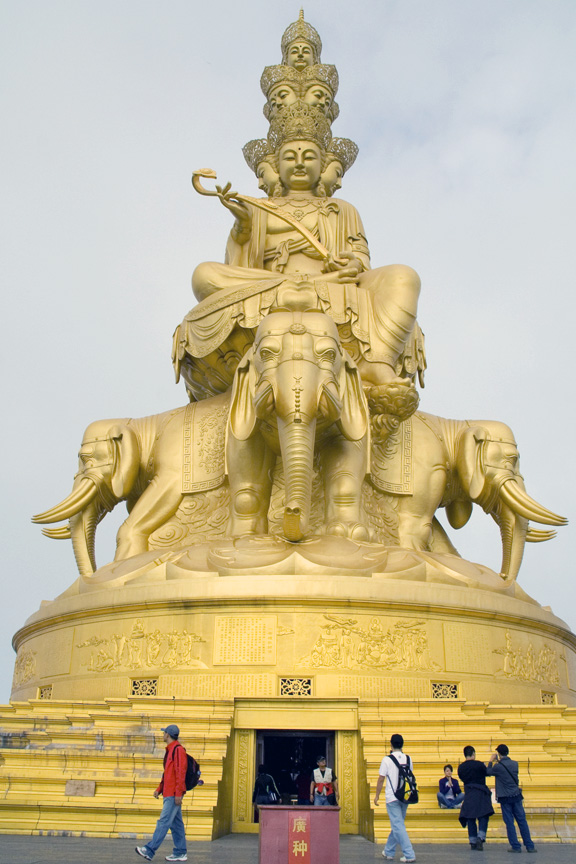
金頂の普賢菩薩像

明の洪武10年（1377年）、宝曇和尚は寺院を再建した。万暦年間、妙峰禅師は銅殿を建立する。万暦帝により「永明華蔵寺」の名を賜った。
清の光緒年間、心啓和尚は原跡に煉瓦殿を建てる。
1972年4月8日、火災で焼失し、1986に再建される。1990年9月11日に落成した。1983年、中華人民共和国国務院は仏寺を漢族地区仏教全国重点寺院に認定した。

## 伽藍
大雄宝殿、普賢殿